# تپه پشت بیشه
تپه پشت بیشه مربوط به دوره اشکانیان است و در شهرستان نهاوند، بخش خزل، روستای ده نو واقع شده و این اثر در تاریخ ۲۴ اسفند ۱۳۸۳ با شمارهٔ ثبت ۱۱۴۴۴ به‌عنوان یکی از آثار ملی ایران به ثبت رسیده است.